# (17597) Stefanzweig
(17597) Stefanzweig est un astéroïde de la ceinture principale.

## Description
(17597) Stefanzweig est un astéroïde de la ceinture principale. Il fut découvert le 4 mars 1995 à Tautenburg par Freimut Börngen. Il présente une orbite caractérisée par un demi-grand axe de 2,42 UA, une excentricité de 0,07 et une inclinaison de 2,9° par rapport à l'écliptique.

## Compléments